# Lillsjön (Gryts socken, Östergötland)
Lillsjön är en sjö i Valdemarsviks kommun i Östergötland och ingår i Söderköpingsån-Vindåns kustområde. Sjön har en area på 0,0543 kvadratkilometer och ligger 2 meter över havet.

## Delavrinningsområde
Lillsjön ingår i det delavrinningsområde (645401-155683) som SMHI kallar för Utloppet av Djupsjön. Medelhöjden är 24 meter över havet och ytan är 7,31 kvadratkilometer. Det finns inga avrinningsområden uppströms utan avrinningsområdet är högsta punkten. Avrinningsområdets utflöde mynnar i havet. Avrinningsområdet består mestadels av skog (59 procent), öppen mark (11 procent) och jordbruk (22 procent). Avrinningsområdet har 0,5 kvadratkilometer vattenytor vilket ger det en sjöprocent på 6,8 procent.